# Stazione di Inatoi
La stazione di Inatoi (稲戸井駅?, Inatoi-eki) è una stazione ferroviaria di Toride, città della prefettura di Ibaraki e servita dalla linea Jōsō delle Ferrovie del Kantō.

## Linee
Ferrovie del Kantō
● Linea Jōsō

## Struttura
La stazione è dotata di due marciapiedi laterali con due binari passanti in superficie.
| 1 | ■ Linea Jōsō | per Toride                         |
| 2 | ■ Linea Jōsō | per Moriya, Mitsukaido e Shimodate |

## Stazioni adiacenti
| «          | Servizio      | »          |
| Linea Jōsō | Linea Jōsō    | Linea Jōsō |
| ---------- | ------------- | ---------- |
| Yumemino   | Locale Rapido | Togashira  |